# Brighton (Colorado)
Brighton is een plaats (city) in de Amerikaanse staat Colorado, en valt bestuurlijk gezien onder Adams County en Weld County.

## Demografie
Bij de volkstelling in 2000 werd het aantal inwoners vastgesteld op 20.905.
In 2006 is het aantal inwoners door het United States Census Bureau geschat op 29.750, een stijging van 8845 (42,3%).

## Bekende personen
- Brian Shaw, viermaal 's werelds sterkste man.

## Geografie
Volgens het United States Census Bureau beslaat de plaats een oppervlakte van
44,3 km², waarvan 44,2 km² land en 0,1 km² water. Brighton ligt op ongeveer 1558 m boven zeeniveau.

## Plaatsen in de nabije omgeving
De onderstaande figuur toont nabijgelegen plaatsen in een straal van 16 km rond Brighton.